# نيكولاوس شنايدر
نيكولاوس شنايدر (بالألمانية: Nikolaus Schneider)‏ (و. 1947 – م) هو قس، وعالم عقيدة، من ألمانيا، ولد في دويسبورغ.

## التعليم
تعلم في جامعة غوتينغن.

## جوائز
حصل على جوائز منها:
- ميدالية الحرفية الأوروبية  [لغات أخرى]‏ (2010)[5]
- نيشان الاستحقاق لراينلند بالاتينات.

## روابط خارجية
- نيكولاوس شنايدر على موقع IMDb (الإنجليزية)
- نيكولاوس شنايدر على موقع مونزينجر (الألمانية)